# Kazuo Miyagawa
Pour l’article homonyme, voir Miyagawa.
Kazuo Miyagawa (宮川 一夫, Miyagawa Kazuo) est un directeur de la photographie japonais, né à Kyoto le 25 février 1908 et décédé à Tokyo le 7 août 1999.

## Biographie
Kazuo Miyagawa est né dans l'arrondissement de Nakagyō-ku dans la ville de Kyoto, au carrefour des rues Oike et Kawaramachi (ja).
Kazuo Miyagawa travaille régulièrement avec de grands noms du cinéma japonais tels que Hiroshi Inagaki, Kenji Mizoguchi, Kon Ichikawa, Masahiro Shinoda et Akira Kurosawa à trois reprises.
Il reçoit notamment pour Tendre et folle adolescence plusieurs prix de la meilleure photographie. Kazuo Miyagawa et le laboratoire des studios Daiei mettent au point pour ce film, la technique du « traitement sans blanchiment » afin de désaturer les couleurs,.
Il apparait au générique de 135 films entre 1935 et 1990.

## Filmographie partielle

### Années 1930
- 1938 : Histoire d'un succès (出世太閤記, Shusse taikōki?) de Hiroshi Inagaki
- 1938 : Kurama Tengu (鞍馬天狗 角兵衛獅子の巻, Kurama Tengu: Kakubei jishi no maki?) de Masahiro Makino et Sadatsugu Matsuda
- 1938 : Le Double de la nuit (闇の影法師, Yami no kagebōshi?) de Hiroshi Inagaki
- 1938 : Images infernales I (魔像, Mazō?) de Hiroshi Inagaki
- 1939 : Images infernales II (魔像, Zoku mazō: Ibara Ukon?) de Hiroshi Inagaki
- 1939 : Chants de tourtereaux (鴛鴦歌合戦, Oshidori utagassen?) de Masahiro Makino

### Années 1940
- 1940 : Miyamoto Musashi I (宮本武蔵 第一部 草分の人々, Miyamoto Musashi: Daiichibu: Kusawake no hitobito?) de Hiroshi Inagaki
- 1940 : Miyamoto Musashi II (宮本武蔵 第二部　栄達の門, Miyamoto Musashi: Dainibu: Eitatsu no mon?) de Hiroshi Inagaki
- 1940 : Miyamoto Musashi III (宮本武蔵 剣心一路, Miyamoto Musashi: Kenshin ichiro?) de Hiroshi Inagaki
- 1943 : L'Homme au pousse-pousse (無法松の一生, Muhōmatsu no isshō?) de Hiroshi Inagaki
- 1944 : Dohyō matsuri (土俵祭?) de Santarō Marune
- 1945 : Les Yakuzas dans la région de Tokai (東海水滸伝, Tōkai suikoden?) de Hiroshi Inagaki et Daisuke Itō
- 1945 : Le Dernier Xénophobe (最後の攘夷党, Saigo no jōitō?) de Hiroshi Inagaki
- 1948 : Main dans la main, les enfants (手をつなぐ子等, Te o tsunagu kora?) de Hiroshi Inagaki

### Années 1950
- 1950 : Rashōmon (羅生門?) d'Akira Kurosawa
- 1951 : Miss Oyu (お遊さま, Oyū-sama?) de Kenji Mizoguchi
- 1952 : Les Sœurs de Nishijin (西陣の姉妹, Nishijin no shimai?) de Kōzaburō Yoshimura
- 1952 : Le Palanquin volant (すっ飛び駕, Suttobi kago?) de Masahiro Makino
- 1953 : Nuée d'oiseaux blancs (千羽鶴, Senbazuru?) de Kōzaburō Yoshimura

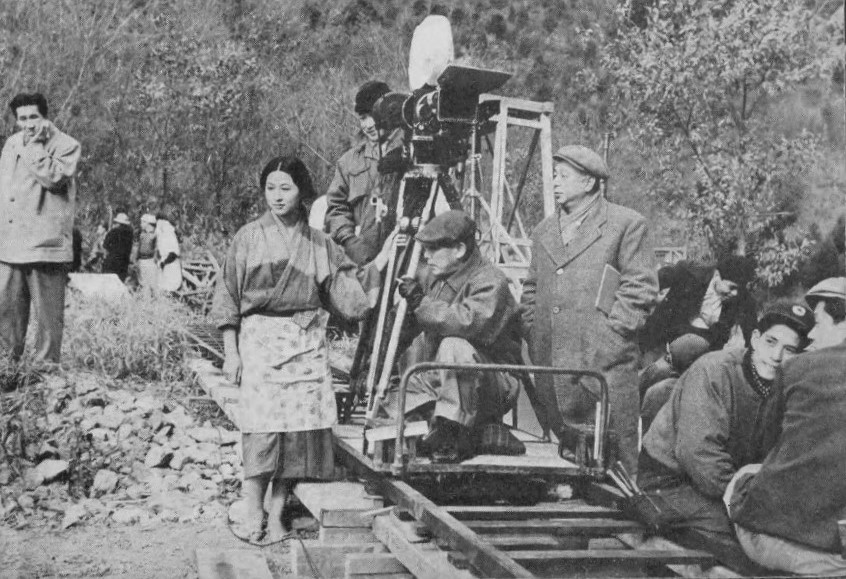
Kyōko Kagawa, Kazuo Miyagawa (derrière la caméra), Kenji Mizoguchi (sur la plateforme et Kisaku Itō lors de tournage de L'Intendant Sansho.

- 1953 : Les Contes de la lune vague après la pluie (雨月物語, Ugetsu monogatari?) de Kenji Mizoguchi
- 1953 : Désirs (慾望, Yokubo?) de Kōzaburō Yoshimura
- 1953 : Les Musiciens de Gion (祇園囃子, Gion bayashi?) de Kenji Mizoguchi
- 1954 : L'Intendant Sansho (山椒大夫, Sanshō dayū?) de Kenji Mizoguchi
- 1954 : Une femme dont on parle (噂の女, Uwasa no onna?) de Kenji Mizoguchi
- 1954 : Les Amants crucifiés (近松物語, Chikamatsu monogatari?) de Kenji Mizoguchi
- 1955 : Le Héros sacrilège (新・平家物語, Shin heike monogatari?) de Kenji Mizoguchi
- 1956 : La Rue de la honte (赤線地帯, Akasen chitai?) de Kenji Mizoguchi
- 1956 : Rivière de nuit (夜の河, Yoru no kawa?) de Kōzaburō Yoshimura
- 1957 : La Porte Sujaku (朱雀門, Suzaku-mon?) de Kazuo Mori
- 1957 : Les Papillons de la nuit (夜の蝶, Yoru no chō?) de Kōzaburō Yoshimura
- 1958 : Le Pavillon d'or (炎上, Enjo?) de Kon Ichikawa
- 1958 : Les Fourberies de Benten Kozō (弁天小僧, Benten Kozō?) de Daisuke Itō
- 1959 : La Femme et les pirates (女と海賊, Onna to kaizoku?) de Daisuke Itō
- 1959 : L'Étrange Obsession (鍵, Kagi?) de Kon Ichikawa
- 1959 : Herbes flottantes (浮草, Ukigusa?) de Yasujirō Ozu

### Années 1960
- 1960 : Le Fils de famille (ぼんち, Bonchi?) de Kon Ichikawa
- 1960 : Tendre et folle adolescence (おとうと, Otōto?) de Kon Ichikawa
- 1961 : L'Âge du mariage (婚期, Konki?) de Kōzaburō Yoshimura
- 1961 : Le Garde du corps (用心棒, Yojimbo?) d'Akira Kurosawa
- 1961 : Akumyō (悪名?) de Tokuzō Tanaka
- 1962 : Le Serment rompu (破戒, Hakai?) de Kon Ichikawa
- 1963 : Daisan no akumyo (第三の悪名?) de Tokuzō Tanaka
- 1963 : Le Troisième mur (女系家族, Jokei kazoku?) de Kenji Misumi
- 1963 : La Danse du grisbi ou La Puissance de l'argent (ど根性物語 銭の踊り, Dokonjō monogatari: Zeni no odori?) de Kon Ichikawa
- 1963 : La Poupée brisée (越前竹人形, Echizen take ningyō?) de Kōzaburō Yoshimura
- 1964 : La Légende de Zato Ichi ou Mort ou vif (座頭市千両首, Zatōichi senryō-kubi?) de Kazuo Ikehiro
- 1965 : Akai shuriken (赤い手裏剣?) de Tokuzō Tanaka
- 1965 : Tokyo Olympiades (東京オリンピック, Tōkyō Orinpikku?) de Kon Ichikawa (documentaire)
- 1966 : Tatouage (刺青 - Irezumi?) de Yasuzō Masumura
- 1966 : La Légende de Zatoïchi : La Vengeance (座頭市の歌が聞える, Zatōichi no uta ga kikoeru?) de Tokuzō Tanaka
- 1966 : Akumyo zakura (悪名桜?) de Tokuzō Tanaka
- 1967 : Le Silencieux (ある殺し屋, Aru koroshi ya?) de Kazuo Mori
- 1968 : La Légende de Zatoïchi : Le Défi (座頭市果し状, Zatōichi hatashi-jō?) de Kimiyoshi Yasuda
- 1968 : Les Combinards des pompes funèbres (とむらい師たち, Tomuraishi tachi?) de Kenji Misumi
- 1969 : Le Temple du démon (鬼の棲む舘, Oni no sumu yakata?) de Kenji Misumi
- 1969 : La Saga de Magoichi (尻啖え孫市, Shirikurae Magoichi?) de Kenji Misumi

### Années 1970
- 1970 : La Légende de Zatoïchi : Zatoïchi contre Yojimbo (座頭市と用心棒, Zatōichi to Yōjinbō?) de Kihachi Okamoto
- 1970 : La Légende de Zatoïchi : Le Shogun de l'ombre (座頭市あばれ火祭り, Zatōichi abare-himatsuri?) de Kenji Misumi
- 1971 : Silence (沈黙, Chinmoku?) de Masahiro Shinoda
- 1972 : Mushukunin Mikogami no Jōkichi : Kiba wa hikisaita (無宿人御子神の丈吉 川風に過去は流れた?) de Kazuo Ikehiro
- 1972 : Baby Cart : L'Âme d'un père, le cœur d'un fils (子連れ狼 親の心子の心, Kozure Ōkami: Oya no kokoro ko no kokoro?) de Buichi Saitō
- 1973 : L'Enfer des supplices (御用牙 かみそり半蔵地獄責め, Goyōkiba: Kamisori Hanzō jigoku zeme?) de Yasuzō Masumura
- 1974 : Le Vaurien : la guerre des territoires (悪名 縄張荒らし, Akumyo: shima arashi?) de Yasuzō Masumura
- 1976 : La Sorcière (妖婆, Yoba?) de Tadashi Imai
- 1977 : Orin la proscrite (はなれ瞽女おりん, Hanare goze Orin?) de Masahiro Shinoda

### Années 1980
- 1980 : Kagemusha, l'Ombre du guerrier (影武者, Kagemusha?) d'Akira Kurosawa
- 1981 : Akuryōtō (悪霊島?) de Masahiro Shinoda
- 1984 : Les Enfants de Mac Arthur (瀬戸内少年野球団, Setouchi shōnen yakyūdan?) de Masahiro Shinoda
- 1986 : Gonza le lancier (鑓の権三, Yari no Gonza?) de Masahiro Shinoda
- 1989 : Maihime (舞姫?) de Masahiro Shinoda

## Distinctions

### Récompenses
- 1959 : prix Blue Ribbon de la meilleure photographie pour Le Pavillon d'or et Les Fourberies de Benten Kozō[4]